# Ombella-M'Poko
Ombella-M'Poko és una de les 14 prefectures de la República Centreafricana. Està situada al sud del país, junt amb la República Democràtica del Congo. La seva capital és Bimbo. Frontereja amb les prefectures d'Ouham al nord, Ouham-Pendé, Nana-Mambéré i Mambéré-Kadéï al nord-est, Lobaye a l'oest, Kémo a l'est, i la comuna (geografia) de Bangui al sud.
A més de Bimbo, també són importants les ciutats de Damara, a l'est, i Bossembélé, en el centre-nord.
El principal riu que passa per Ombella-M'Poko és l'Ubangui.